# James Clark
James Clark, född 16 januari 1779 i Bedford County, Virginia, död 27 september 1839 i Frankfort, Kentucky, var en amerikansk politiker och jurist. Han var ledamot av USA:s representanthus 1813–1816 och 1825–1831 samt Kentuckys guvernör från 1836 fram till sin död. Han var först demokrat-republikan och som guvernör representerade han Whigpartiet.
Clark studerade juridik i Virginia och inledde 1797 sin karriär som advokat i Kentucky. Tio år senare tillträdde han som ledamot av Kentuckys representanthus. År 1810 blev han utnämnd till en appellationsdomstol. Tre år senare tillträdde han som ledamot av USA:s representanthus. År 1816 var han först en tid tjänstledig och beslöt sedan att avgå som kongressledamot. Mellan 1817 och 1824 innehade han sedan en domarbefattning i en annan domstol än var han tidigare hade suttit. År 1825 efterträdde han Henry Clay som ledamot av USA:s representanthus. Clark lämnade representanthuset år 1831 då han efterträddes av Chilton Allan.
Clark efterträdde 1836 James Turner Morehead som guvernör. År 1839 avled han i guvernörsämbetet och gravsattes på en familjekyrkogård i Clark County i Kentucky.